# Casten von Otter (1745–1818)
Casten von Otter, född 26 mars 1745 i Skärvs församling, Skaraborgs län, död 7 november 1818 i Almesåkra församling, Jönköpings län, var en svensk friherre och ämbetsman.

## Biografi
Casten von Otter föddes 1745 på Skålltorp i Skärvs socken. Han var son till generalmajor Carl von Otter vid Skaraborgs regemente och Catharina Tham. von Otter blev 9 september 1758 student vid Uppsala universitet och i oktober 1763 auskultant i Svea hovrätt. Han blev 5 september 1769 notarie i Göta hovrätt, 7 augusti 1771 vice fiskal i hovrätten och 17 februari 1773 protnotarie. von Otter blev adjungerad ledamot i Göta hovrätt 3 maj 1773, sekreterare 15 juli 1773, assessor 25 februari 1778 och hovrättsråd där 22 januari 1793. Han blev lagman i Östergötlands lagsaga 12 februari 1795, vilken tjänst han sedan hade till 18 februari 1817. von Otter blev riddare av Nordstjärneorden 28 april 1808. Han avled 1818 på Fredriksdal i Almesåkra socken.

### Familj
von Otter gifte sig 10 augusti 1781 på Sjöryd med friherrinnan Lovisa Ulrika Silfverschiöld (1754–1800), dotter till presidenten friherre Arvid Silfverschiöld i Göta hovrätt och grevinnan Ulrika Magdalena von Seth. De fick tillsammans barnen översten Salomon von Otter (1782–1855), lagmannen Carl von Otter (1783–1870) i Tiohärads lagsaga, Ulrika Catharina von Otter (1784–1864), överstelöjtnanten Casten Fredrik von Otter (1785–1861), Louisa von Otter (1787–1865), Maria Margareta von Otter (1788–1875) som var gift med brukspatronen Gustaf Adolf Spaldencreutz, kaptenen Sebastian von Otter (1791–1868) och Elisabet Christina von Otter (1792–1872).